# Maputsoe
Koordinaten: 28° 53′ S, 27° 54′ O

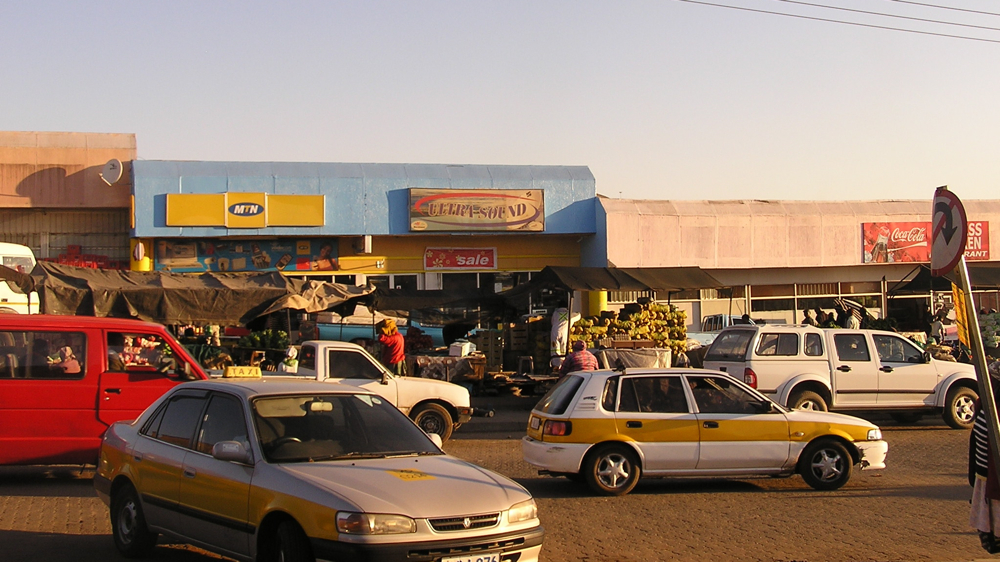
Straße in Maputsoe (2011)

Maputsoe (mɑ'putswɛ), auch Maputsoa, ist eine Stadt im Westen Lesothos am Ostufer des Flusses Caledon (Sesotho: Mohokare). Im Jahr 2016 hatte die Stadt 55.541 Einwohner und war damit die zweitgrößte Stadt des Landes. Maputsoe gehört zum Distrikt Leribe. Als Grenzort liegt Maputsoe nahe der südafrikanischen Stadt Ficksburg.
Die Stadt liegt 1621 Meter über dem Meeresspiegel.
Maputsoe ist nach der Hauptstadt Maseru das zweitwichtigste industrielle Zentrum Lesothos. Zugleich ist es der größte Ort, der nicht Distrikthauptstadt ist.